# United Reformed Church (Bathgate)

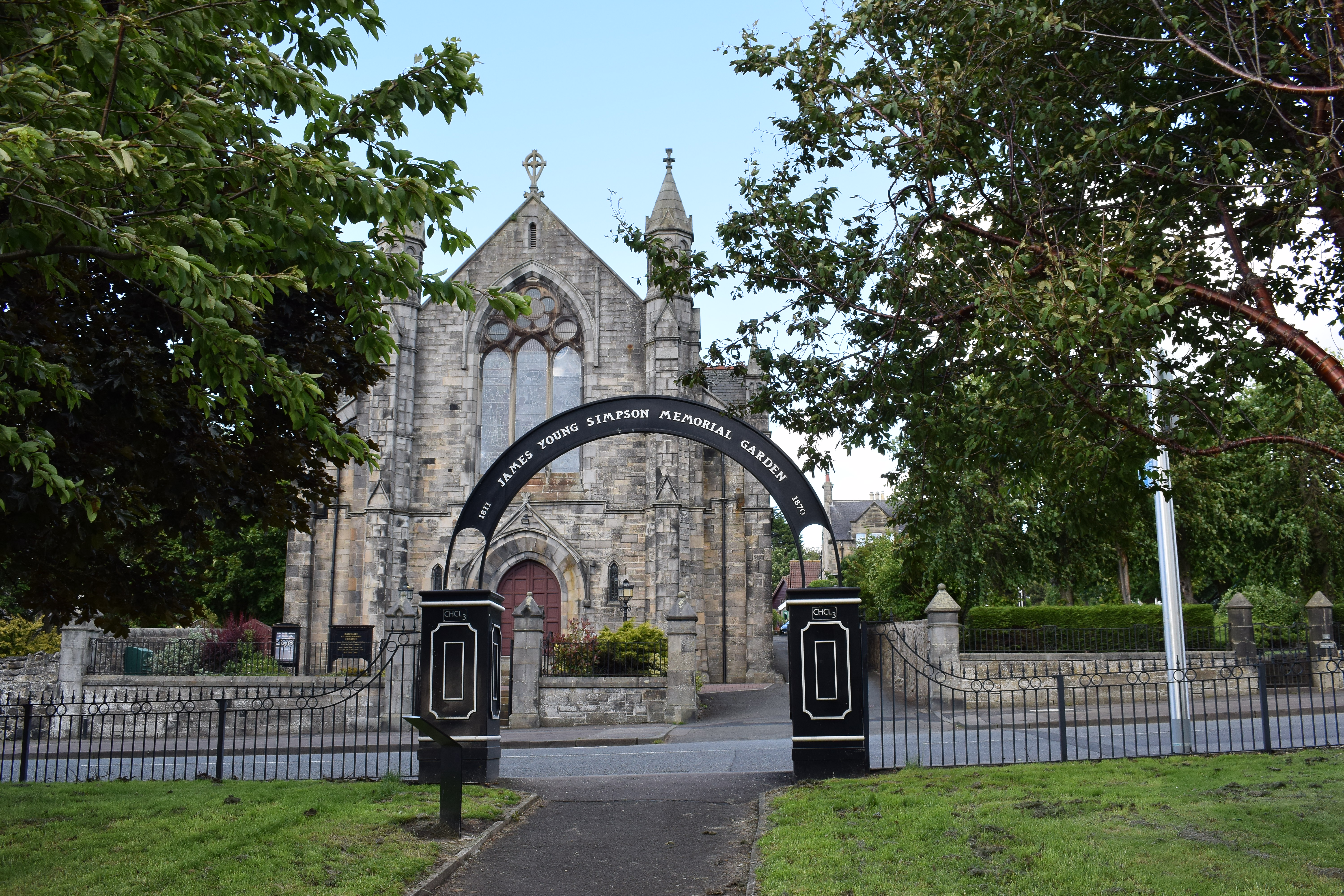
United Reformed Church

Die United Reformed Church, auch Evangelical Union Congerational and United Reformed Church, ist ein reformiertes Kirchengebäude in der schottischen Stadt Bathgate in der Council Area West Lothian. 2006 wurde das Bauwerk in die schottischen Denkmallisten in der Denkmalkategorie C aufgenommen. Die Kirche ist noch als solche in Verwendung.

## Geschichte
Die Geschichte der Kirchengemeinde ist gesichert bis in das Jahr 1742 verfolgbar. In diesem Jahr wurde eine Kirche nahe der Craigmailen Farm (zwischen Bathgate und Linlithgow) gelegen errichtet. Nachdem 1807 Renovierungsbedarf an dem eher provisorischen Gotteshaus bestanden hatte, entschied man, da ein Großteil der Gemeinde entweder aus Bathgate oder Linlithgow stammte, die Aufspaltung der Gemeinde. Im selben Jahr entstand ein Kirchengebäude am Standort des heutigen, welches Robert Morison ab 1812 als Gemeindepriester führte. Ihm folgte sein Sohn James nach, dessen Sohn wiederum 1841 eine unerwünschte Auslegung der Sühne predigte, was zu seinem Kirchenausschluss führte. Zusammen mit seinem Vater gründete James Morison im Mai 1843 in Kilmarnock die Evangelical Union.
Ab 1893 wurden Spendengelder zum Bau des heutigen Kirchengebäudes gesammelt. Es wurde nach einem Entwurf des schottischen Architekten James Graham Fairley errichtet und öffnete am 15. August 1895 seine Pforten. Noch im selben Jahr wurde der Zusammenschluss der Gemeinde mit der Congregational Union of Scotland angeregt, der schließlich im Januar 1897 vollzogen wurde. 1994 ging die Gemeinde in der United Reformed Church auf. Um auf ihre Wurzeln zu verweisen, ist sie jedoch unter der vollständigen Bezeichnung „Evangelical Union Congerational and United Reformed Church“ geführt.

## Beschreibung
Die United Reformed Church liegt an der Marjoribanks Street östlich des Zentrums von Bathgate. Das Mauerwerk des neogotischen Bauwerks besteht aus grauem Sandstein. Es weist einen länglichen Grundriss auf und schließt mit einem Satteldach ab, das mit grauem Schiefer eingedeckt ist. Das zweiflüglige, hölzerne Eingangsportal befindet sich straßenseitig an der Westseite. Es ist mit Wimperg gestaltet und wird von zwei kleinen Lanzettfenstern flankiert. Darüber befindet sich ein großes Maßwerk; ein weiteres ist an der gegenüberliegenden Ostseite zu finden. Zwei kleine Ecktürmchen mit oktogonalem Grundriss rahmen die Giebelseite ein. Sie sind mit blinden Lanzettfenstern und Bogenfries gestaltet und schließen mit spitzem Helm und Fiale. Die traufseitigen, spitzbögigen Bleiglasfenster stammen aus den Jahren 1901 und 1920.